# 国会丼

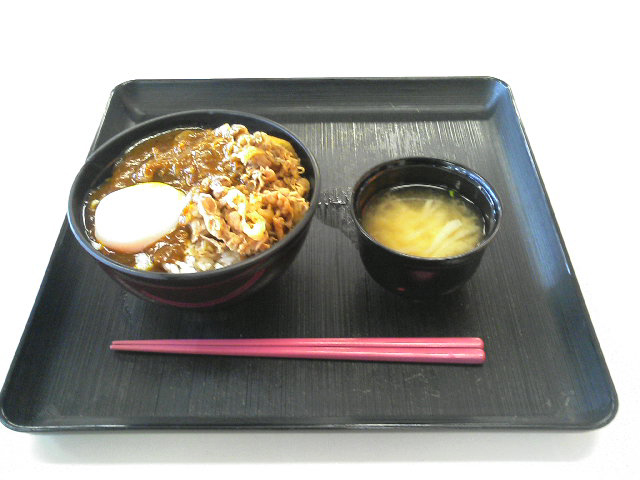
国会丼

国会丼（こっかいどん）は、日本の国立国会図書館東京本館6Fの食堂で看板メニューとして提供されていた丼物。

## 概要
食品流通事業会社の株式会社ニッコクトラストが2008年4月1日から同食堂の運営を受託するにあたり、食堂初の看板メニューとして考案され、同月より食堂での提供が開始された。
内容は、牛丼とカレーライスを半分ずつ丼に盛り、その中央に温泉卵を乗せたもの。甘辛い味付けのオーソドックスな牛丼が「強さはあるが至って普通な自民党」、甘くて酸味のあるスパイシーカレーは「もっと辛みが欲しい民主党」、そして卵が国民を表わしており、牛丼とカレーの取り合わせがねじれ国会、卵はその調和を意味している。一見するとバラバラな取り合わせであり、牛丼とカレーだけを混ぜて食べると互いに主張し合うが、卵を加えることで味がまろやかになるとされており、「お互い主張するばかりではなく、国民の意見を反映させて自民党と民主党の良い部分だけを取り上げてほしい」とのメッセージが込められている。
牛丼とカレーライスを使用した理由は、公共施設内の食堂は幅広い層に受け入れられるメニューが求められるため、誰の口にも合う物を用いたとされる。また「国会丼」というネーミングについては、公共施設の食堂は他の飲食店のように宣伝活動を行えないため、多くの人に利用されるよう口コミで広がるようなインパクトある名称として考案されている。国民支持率アップの意味を込め、定価は500円で、味噌汁が付き、「国民の意見を反映して大盛でも500円」というキャッチフレーズの大盛り無料サービスも行われた。
発売開始翌月の2008年5月末頃から、図書館利用者のブログなどインターネット上で話題になり、同年夏には約30種類あるメニューの中で一番人気のメニューとなった。国会丼だけで食堂の売り上げの2割を占めることもあり、同図書館の利用者の中にはこの国会丼を食べることが目的の人もいたという。
しかし2013年4月に食堂の受託業者が変更となったため、国会丼はメニューから姿を消した。

## 新国会丼
2009年には政権交代に伴う新メニューとして、親子丼にトンカツを乗せた「新国会丼（しんこっかいどん）」が登場した。定価は600円。親子丼は「世襲政治」、トンカツは「（民主党が世襲政治に）勝つ」を意味しており、さらに平和の意味をこめてグリーンピースが添えられ、「クリーンな政治」のイメージして真っ白な丼が用いられた。こちらも2013年4月の業者変更によりメニューから姿を消した。

## 図書館カレー

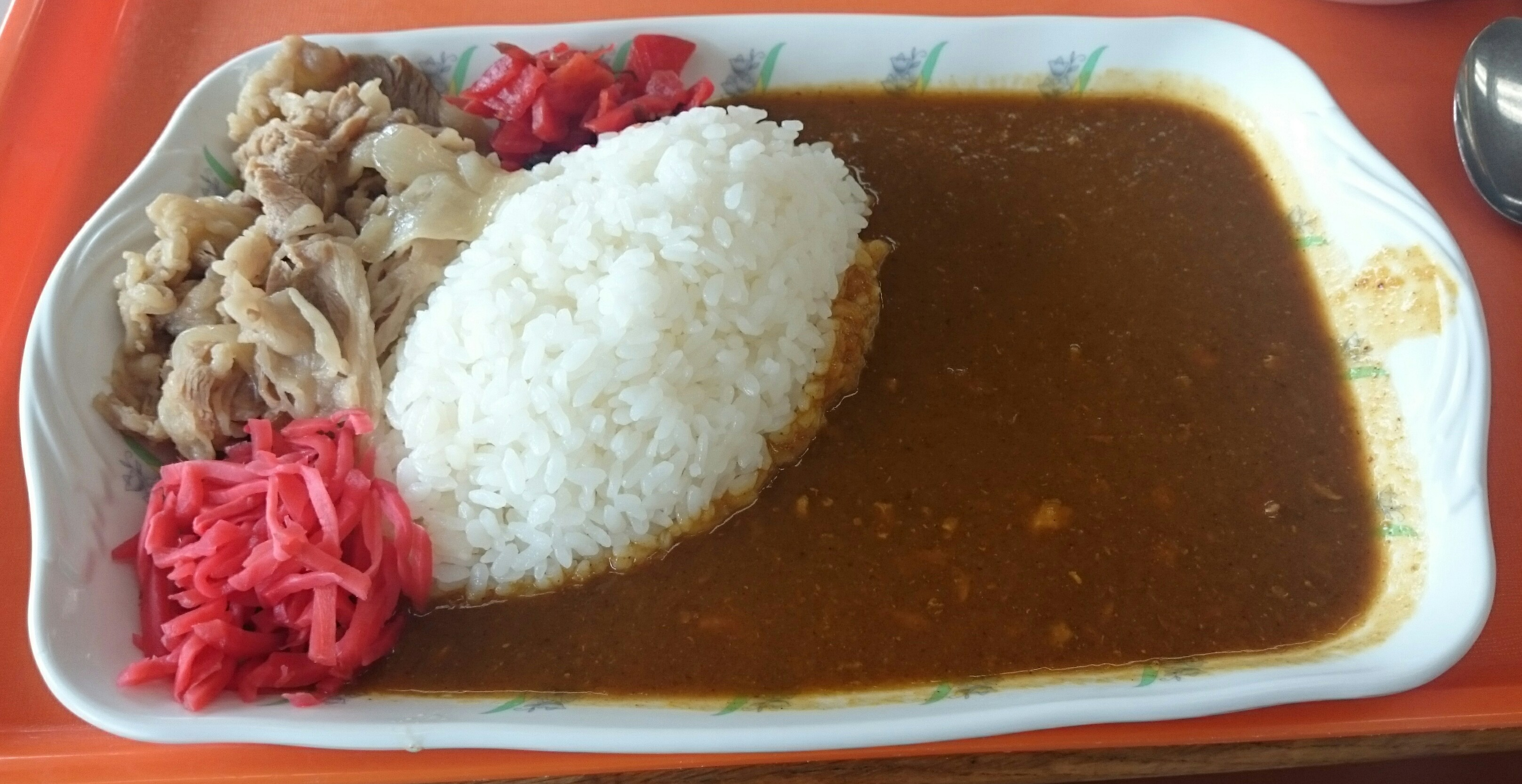
図書館カレー

上述の通り、国会丼、新国会丼はメニューから姿を消したが、その後、新しい業者により「図書館カレー」が提供されるようになった。皿にご飯の山を挟んで、カレーと牛丼の具を盛り付けたものであり、温泉卵は用いられていないものの国会丼の容器を丼から皿に変更して提供したものと言える。また同メニューには、牛丼の付け合わせとして紅生姜、カレーの付け合わせとして福神漬けが添えられている。

## 情報
国立国会図書館の情報によると東京本館6F食堂の営業日・営業時間などの情報は以下の通り。
| 営業日   | 営業時間                                      |
| -------- | --------------------------------------------- |
| 平日     | 11:30 - 18:00                                 |
| 土曜     | 11:30 - 15:00                                 |
| 定休日   | 日曜日、国民の祝日・休日、年末年始、第3水曜日 |
| メニュー | 定価                                          |
| 国会丼   | 500円（大盛でも500円）                        |
| 新国会丼 | 600円                                         |